# Big Sister
Big Sister er et bordel og en voyeuristisk betalingsside på internettet. Bordellet ligger i Smíchov-distriktet i Prag. Det er det første og hidtil eneste bordel der tilbyder gratis sexydelser mod retten til at filme kundens besøg og uploade optagelsen til nettet. Firmaets hovedindtægt er således betaling fra hjemmesidens medlemmer og salg af DVD'er.
Mandlige kunder betaler for indgang; Kvinder og par har gratis adgang. Alle kunder skal vise ID og skrive under på en kontrakt, der pålægger dem at købe en DVD med optagelser af deres handlinger i klubben, samt sælge rettighederne til at distribuere materialet til bordellet for det samme beløb.
De prostituerede modtager et fast beløb og får ekstra penge pr. optaget kundebesøg og pr. online show.

## Hostel: Part II
Nogle af scenerne til Eli Roths gyserfilm Hostel: Part II blev filmet i Big Sister.